# Itálie na Letních olympijských hrách 1896
Itálii na Letních olympijských hrách v roce 1896 v řeckých Athénách reprezentoval pouze jeden sportovec. Účastnil se soutěží ve sportovní střelbě.

## Reprezentanti

### Sportovní střelba
| Závod             | Pořadí | Střelec            |
| ----------------- | ------ | ------------------ |
|                   |        |                    |
| Sportovní střelba | –      | Giuseppe Rivabella |
|                   |        |                    |